# Nuevo Bochil
Nuevo Bochil är en ort i Mexiko.   Den ligger i kommunen Chiapa de Corzo och delstaten Chiapas, i den sydöstra delen av landet, 700 km öster om huvudstaden Mexico City. Nuevo Bochil ligger 485 meter över havet och antalet invånare är 196.
Terrängen runt Nuevo Bochil är varierad. Runt Nuevo Bochil är det ganska tätbefolkat, med 58 invånare per kvadratkilometer. Närmaste större samhälle är Tuxtla Gutiérrez, 9,4 km väster om Nuevo Bochil. I omgivningarna runt Nuevo Bochil växer huvudsakligen savannskog.